# Alter Jüdischer Friedhof an der Weißenburgstraße

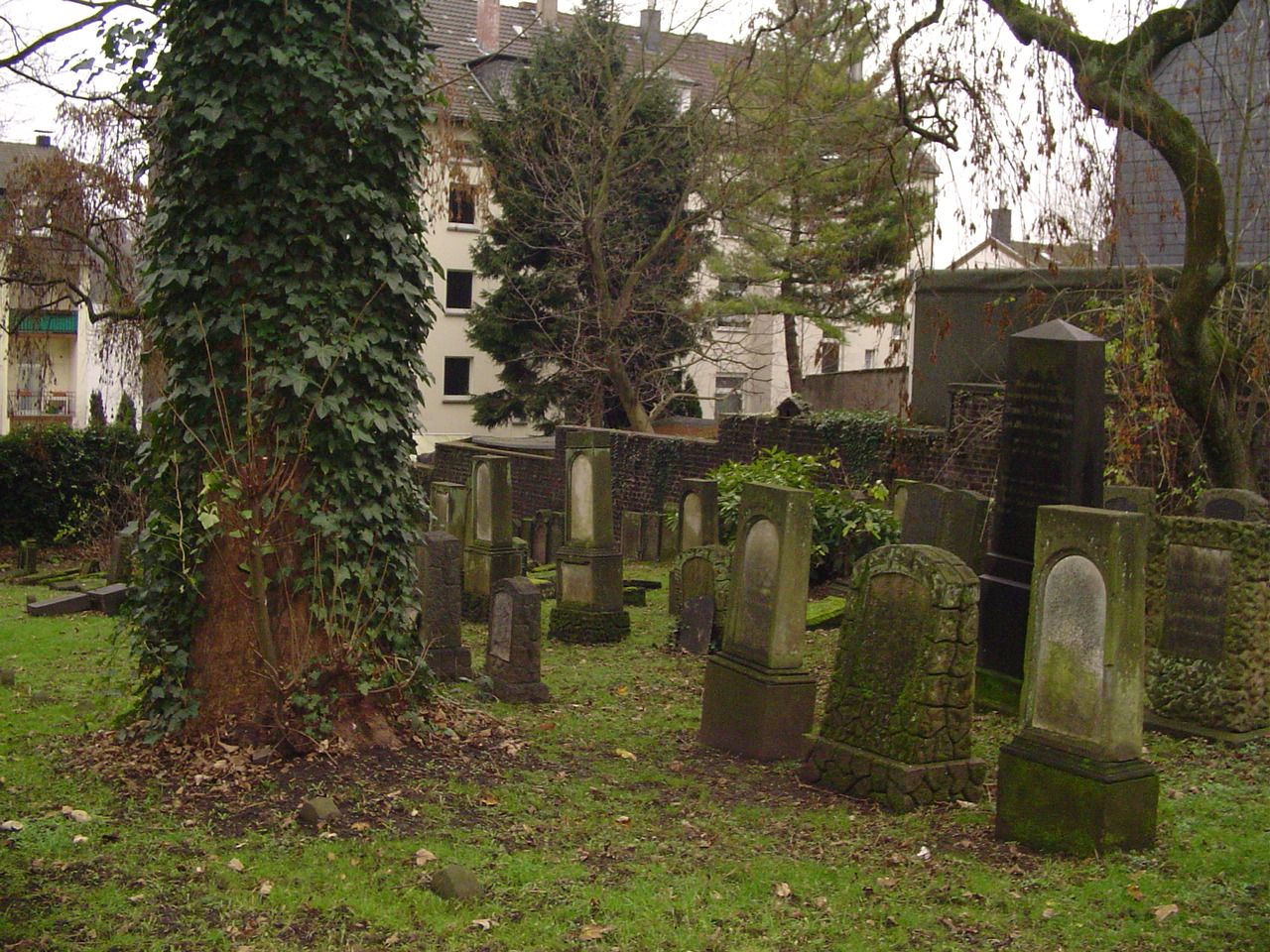
Ansicht des Friedhofs

Der Alte Jüdische Friedhof an der Weißenburgstraße im Wuppertaler Bezirk Elberfeld wurde bis 1896 als konfessioneller Begräbnisplatz der Juden der damaligen Stadt Elberfeld genutzt. Das nur etwa 0,1 Hektar große Gelände des Friedhofs in der Nähe der Engelnbergtreppe ist heute nur im Rahmen einer Führung öffentlich zugänglich.

## Geschichte

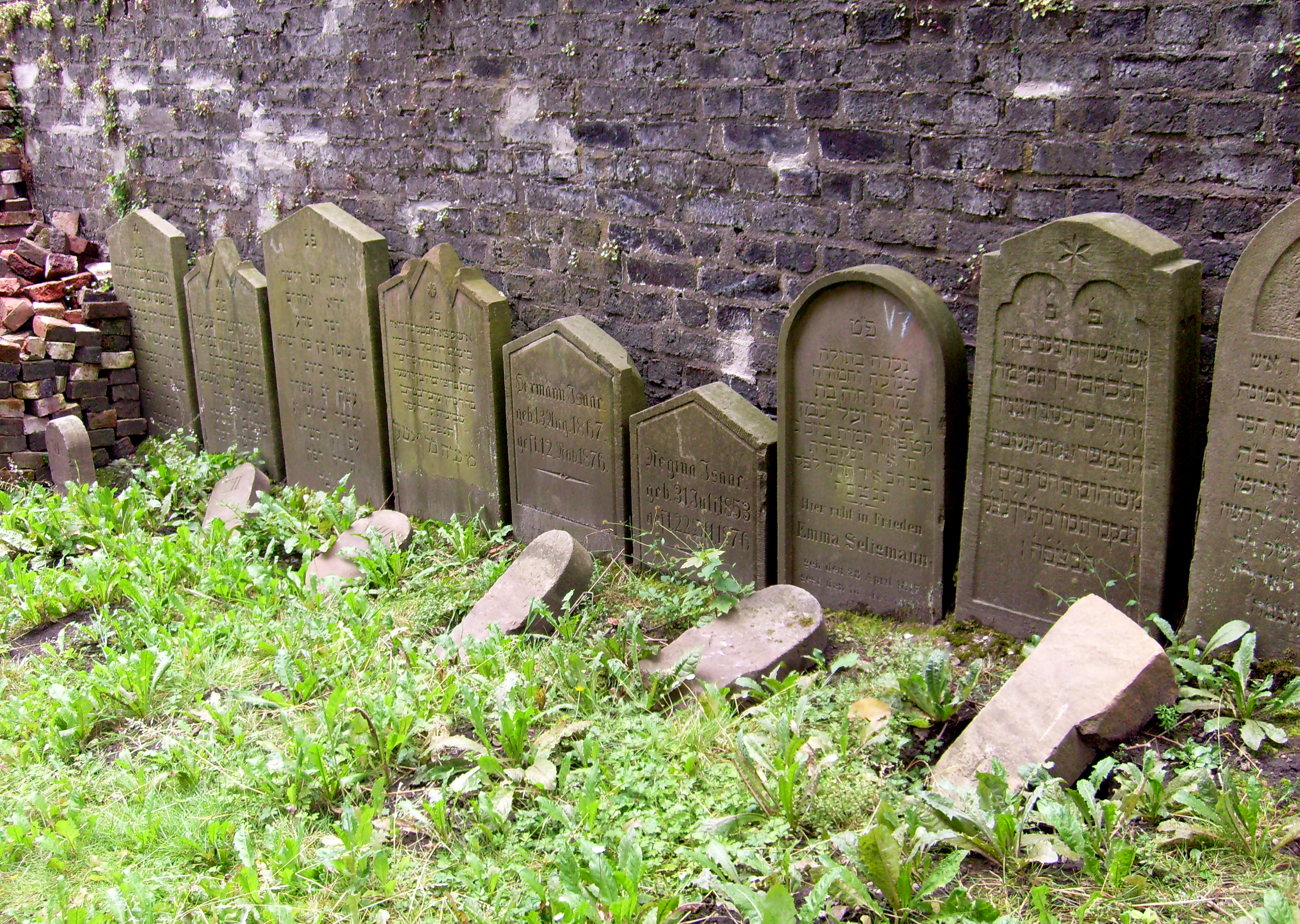
Alte Grabsteine aus Neviges

Der Friedhof entstand um 1810, als die zu jener Zeit anwachsende jüdische Gemeinde Elberfelds einen neuen Begräbnisplatz in ihrer Nähe benötigte; zuvor durften die ortsansässigen Juden ihre Verstorbenen nur in Neviges weit außerhalb Elberfelds bestatten. 1810 erwarb der reiche Kaufmann Jakob David Leudesdorf zum Preis von 140 Talern ein Grundstück auf dem Engelnberg und überließ es seiner Gemeinde als Begräbnisplatz. Das ursprüngliche Gelände war 1137 m² groß und wurde später überbaut; heute ist nur noch ein Teil der Erweiterungsfläche erhalten, die im Jahre 1867 hinzugekauft worden war. Die Kosten der Herrichtung der Stätte wurden Mitgliedern der jüdischen Gemeinde je nach deren Steuerkraft anteilig berechnet.
Da das Friedhofsgelände einen steinigen Boden aufwies, stellte das Ausheben der Gräber eine recht beschwerliche Angelegenheit dar. Um die Einhaltung der Mindesttiefe zu gewährleisten, musste laut Überlieferung vor jedem Begräbnis das ausgehobene Grab von der Polizei kontrolliert werden.
Nach der in den Jahren 1867 bis 1869 erfolgten Friedhofserweiterung sollte es noch knapp drei Jahrzehnte dauern, bis auch das erweiterte Gelände voll belegt war. Da Gräber auf jüdischen Friedhöfen weder neu belegt noch eingeebnet werden, und die Umgebung des Friedhofs mittlerweile vollständig bebaut war, musste die Gemeinde schließlich 1896 ein neues Grundstück am Weinberg in Uellendahl-Katernberg zur Friedhofsanlage erwerben. Zugleich wurde der alte Friedhof an der Weißenburgstraße für Begräbnisse geschlossen.

## Erhaltene Bauwerke
Der Friedhof ist durch eine vom Eingangstor aus führende Allee in zwei Hälften unterteilt. Heute sind hier insgesamt rund 270 Grabsteine erhalten geblieben, wobei auf rund einem Drittel davon die Inschriften nicht mehr zu entziffern sind. An der Friedhofsmauer sind 31 Grabsteine aufgestellt, die vom früheren jüdischen Begräbnisplatz in Velbert hierher gebracht wurden. Zu den bekanntesten erhaltenen Grabstätten des Friedhofs zählen die der Eltern sowie des älteren Bruders der Schriftstellerin Else Lasker-Schüler.